# Fontelo (Armamar)
Fontelo es una freguesia portuguesa del concelho de Armamar, con 7,68 km² de superficie y 816 habitantes (2001). Su densidad de población es de 106,3 hab/km².